# الجمهورية الفرنسية الثانية
الجمهورية الفرنسية الثانية هو النظام السياسي الجمهوري قصير الأمد الذي كان قائمًا في فرنسا في الفترة بين 25 فبراير عام 1848 حتى 2 ديسمبر عام 1851 بعد الثورة الفرنسية الثالثة وانتخاب لويس نابليون بونابارت رئيسًا لها. في عام 1851، انقلب نابليون وانفرد بالسلطة بعد إعلان الإمبراطورية الفرنسية الثانية وتنصيب نفسه إمبراطورًا باسم «نابليون الثالث». اتخذت من شعار الجمهورية الأولى شعارًا رسميًا: «حرية، مساواة، إخاء». شهدت الجمهورية الثانية توترًا بين «الجمهورية الديمقراطية الاشتراكية» (بالفرنسية: la République démocratique et sociale) وصورة راديكالية من صور الجمهوريانية؛ وهي صورة اندلعت بانتفاضة «أيام يونيو» عام 1848.

## تاريخها

### ثورة 1848
كانت ثورة 1848 الفرنسية -وتدعى أحيانا ثورة فبراير- جزءًا من موجة ثورات الربيع الأوروبي التي اكتسحت أوروبا في ذلك العام- أزاحت أحداثها مَلكية أورليان (ملكية يوليو، 1830–1848)، وأسست الجمهورية الفرنسية الثانية.
كانت ثورة 1830 جزءَا من موجة تغييرات أكبر في أنظمة الحكم الأوروبية. قضت على الملكية المطلقة الخاصة بفترة «استعادة بوربون»، وأسست مَلكية دستورية أكثر تحرُّرية تحت حكم آل أورليان، وغلبت عليها يمينية فرانسوا جيزو الوسطية وليبراليّته المحافظة، ويسارية أدولف تيير الوسطية وليبراليته التقدمية.
على يسار أحزاب الأسرة الحاكمة، انتقد الجمهوريون (خليط من الراديكاليين والاشتراكيين) المَلكية لأنها غير ديمقراطية بما يكفي: كان نظامها الانتخابي مقصورًا على فئة صغيرة من الناخبين، فئة ذات حظوة وأملاك، فلم يكن للعمال فيه مكان. في أربعينيات القرن التاسع عشر، قدّم الحرس الوطني عرائض مطالبة بالإصلاح الانتخابي (حق التصويت العمومي الرجالي)، ولكن رفضها الحزبان الملكيان الرئيسان. حظرت الحكومة اجتماعات سياسية جُعلت لهذه القضية، لكن المُصلحين الانتخابيين احتالوا على الحظر بعقد سلسلة مآدب (1847-1948)، أجرَوا فيها نقاشاتهم كدردشات عشاء. بدأت هذه الحركة بإشراف أتباع أوديلون باغو الليبراليين اليساريين الوسطيين المعتدلين المنتقدين لحكومة جيزو المحافظة، لكنها استقلت بعد 1846، إذ حفزت الأزمة الاقتصادية العمال العاديين إلى المطالبة بسُلطة على الحكومة.
في 14 فبراير 1848 قررت حكومة جيزو وضع حد للمآدب، بتهمة تشكيل جمعية سياسية غير قانونية. في 22 فبراير تظاهر العمال والطلاب الجمهوريون ونصبوا المتاريس، مطالبين بإقالة الحكومة. اقترح أوديلون باغو سحب الثقة من جيزو، آمِلًا أن هذا سيرضي المتظاهرين، لكن مجلس النواب دعم رئيس الوزراء. أعلنت الحكومة حالة الطوارئ، ظانّةً أن بإمكانها الاتّكال على قوات الحرس الوطني، ولكن في صباح 23 فبراير، أيّد الحراس الثوار، وحمَوهم من الجنود.
حيّا الحرس الوطني عمال الضواحي والأحياء وهُم في طريقهم إلى قلب باريس. نُصبت حواجز بعدما أطلق جنود النار على متظاهرِين خارج قصر جيزو.
في 23 فبراير 1848 استقالت حكومة جيزو، بعدما نبذتها البرجوازية الصغيرة التي كانت الحكومة تظن أنها تستطيع الاتكال عليها. رفض ماتيو موليه وأدولف تيير (قائدا الحزبين الأَمْيَلَيْن إلى اليسارية والليبرالية المحافظة) تشكيل حكومة. لكن أوديلون باغو قبِل، واستُدعي توماس روبير بيجو، القائد العام للفرقة العسكرية الأولى الذي بدأ يهاجم المتاريس. اجتاح الانتفاض العاصمة كلها، فتنازل الملك لويس فيليب عن العرش لحفيده الأمير فيليب، كونت باريس، الذي طالب به ألفونس دو لامارتين باسم الحكومة المؤقتة، التي انتخبها مجلس النواب بضغط من الجماهير.
ترأس تلك الحكومة المؤقتة دوبون دو لور، وتألفت من لامارتين وزيرا للخارجية، وإسحاق أدولف كريمييه وزيرًا للعدل، ولودغو غولا وزيرًا للداخلية، وإيبوليت كارنو وزيرًا للتعليم العام، وغوشو وزيرًا للمالية، وفرانسوا أراغو وزيرًا للبحرية، وأوغست بوردو وزيرًا للحربية. وكان إتيان غارنييه عمدة باريس.
في 1830، ألّف الحزب الاشتراكي الجمهوري حكومة منافِسة في قصر بلدية باريس، من لويس بلان وأغمن ماغست وفردينان فلوكون وألكساندر مارتن المعروف بألبرت العامل، فأنذر هذا بفتنة وحرب أهلية. الفرق أن قصر بوربون لم يكن هذه المرة متفوقًا على قصر البلدية. اضطُروا إلى قبول اندماج الحزبين، اندماجًا كانت السيادة فيه للجمهوريين المعتدلين. ولم تكن جليةً السياسة التي ستنتهجها الحكومة الجديدة.
رأى حزب منهما أن كل تغييرات المؤسسات السياسية في آخر 60 عامًا لم تحسِّن وضع الشعب، فطالب بإصلاح المجتمع نفسه، بإبطال وضع الملكية الامتيازي الذي كان في رأيهم العقبة الوحيدة أمام المساواة، وجعل شعاره الراية الحمراء (وأما راية 1791 الحمراء فلم تكن مجرد رمز للثورة الفرنسية، بل كانت أيضًا رمزًا للنظام والقانون العرفي). أما الحزب الآخر ففضل الحفاظ على مؤسسات المجتمع التقليدية، واتخذ علم فرنسا ثلاثي الألوان شعارًا. تنازل لامارتين للتطلعات الشعبية مقابل الحفاظ على العلم ثلاثي الألوان، واعترف بالشعار الجمهوري الثلاثي «حرية، مساواة، إخاء» المكتوب على العلم، الذي أضيفت إليه بعدئذ شارة وردية حمراء.
كان أول صدام حول منهاج ثورة 1848. أراد منهم لامارتين التزام مبادئهم الأصلية، فتكون السلطة للدولة كلها، في حين أراد الثوريون -بقيادة غولا- أن تكون السلطة السياسية لجمهورية باريس. في 5 مارس اتخذت الحكومة -بضغط من الجمعيات الباريسية- قرارا داعما لِحقّ التصويت العام، ولأن تكون المرجعية للشعب مباشرة، وأرجأته إلى 26 إبريل. وهذا أدخل الجماهير الجاهلة في دائرة الناخبين، وأدى إلى انتخاب الجمعية التأسيسية في 4 مايو 1848. بعدما استقالت الحكومة المؤقتة، سلمت الأغلبية الجمهورية المضادة للاشتراكية السلطةَ العليا في 9 مايو للَجنة تنفيذية متألفة من خمسة أعضاء: أراغو، وبيير ماري دو سانت جورج، وإتيان غارنييه، ولامارتين، وغولا.
بنتيجة الانتخابات العامة (عودة الجمعية التأسيسية -المعتدلة غالبا، إن لم تكن مَلكية-) تبددت آمال الذين طمحوا إلى تأسيس دولتهم الاشتراكية المثالية من خلال ثورة سلمية. لكنهم لم يكونوا على استعداد للتنازل هكذا دون صراع.